# Boss AC

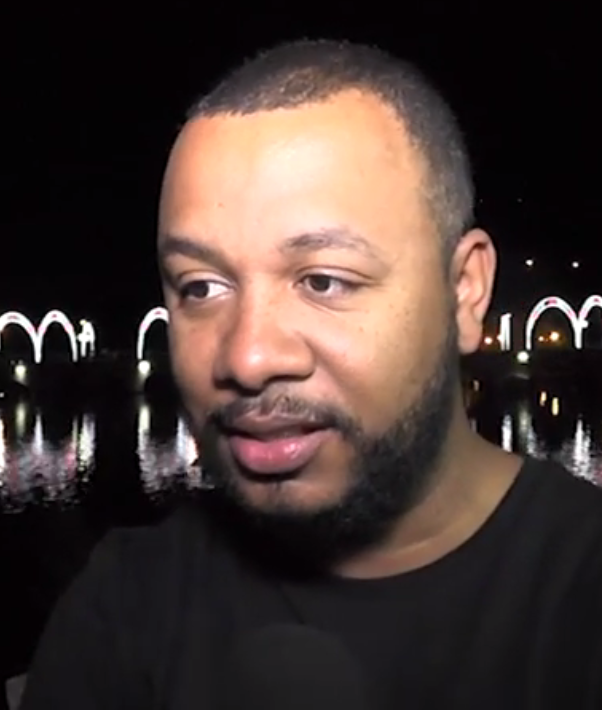
Boss AC (2016)

Boss AC (* 1975, bürgerlich Pedro César) ist ein portugiesischer Rapper, der ursprünglich aus Kap Verde stammt. Er gehört zu den bekannteren Persönlichkeiten im Portugiesischen Hip-Hop, dem Hip-Hop Tuga.

## Hintergrund
Seine Alben sind: Preto Nr. Branco, Ritmo, amor e palavras, rimar contra a maré und TPC. Seine beliebtesten Songs umfassen: dinero, Baza Baza und Doa a quem doer. Obwohl er in Portugal lebt, verbringt er einen Großteil seiner Zeit in Afrika, insbesondere in Angola. Er arbeitete mit vielen angolanischen Rappern, vor allem Gutto, als er an dinero arbeitete.

## Diskografie
Alben

| Jahr | Titel                  | Höchstplatzierung, Gesamtwochen, AuszeichnungChartsChartplatzierungen (Jahr, Titel, Platzierungen, Wochen, Auszeichnungen, Anmerkungen) | Anmerkungen                           |
| Jahr | Titel                  | PT | Anmerkungen                           |
| ---- | ---------------------- | --- | ------------------------------------- |
| 2005 | Ritmo, amor e palavras | PT16 Platin · (29 Wo.)PT | Hightower Productions, Absolute Audio |
| 2009 | Preto no branco        | PT12 (5 Wo.)PT | Valentim de Carvalho (NorteSul)       |
| 2012 | Preto no branco        | PT6 (24 Wo.)PT | Valentim de Carvalho (NorteSul) – EMI |
| 2018 | Patrão                 | PT9 (2 Wo.)PT |                                       |
| 2018 | A vida continua...     | PT3 (2 Wo.)PT |                                       |

Weitere Alben
- 1998: Manda Chuva (Valentim de Carvalho (NorteSul))
- 2002: Rimar Contra a Maré (Valentim de Carvalho (NorteSul) – EMI)